# Smicroplectrus cornutus
Smicroplectrus cornutus is een vliesvleugelig insect uit de familie van de gewone sluipwespen (Ichneumonidae). De wetenschappelijke naam van de soort is voor het eerst geldig gepubliceerd in 1990 door de Russische entomoloog Dmitry R. Kasparyan.